# Islas Tres Hermanas
Islas Tres Hermanas (en portugués: Ilhas Três Irmãs) se encuentran en el Océano Atlántico, en la costa sur de Brasil, al sureste de la isla de Santa Catarina, frente a la Playa del Pantano del Sur (praia do Pântano do Sul). Este grupo de tres islas es parte del municipio de Palhoça y no de Florianópolis como erróneamente se cree. Está integrado en el parque de la Serra do Tabuleiro. Actualmente la visita de turistas está prohibida.
Las islas se llaman:
- Hermana del Medio (Irmã do Meio);
- Hermana Pequeña o Costera (Irmã Pequena o Costeira), la más cercana a la costa;
- Hermana de Afuera (Irmã de Fora), la más alejada en el mar.